# Mesocomys pulchriceps
Mesocomys pulchriceps är en stekelart som beskrevs av Peter Cameron 1905.
Mesocomys pulchriceps ingår i släktet Mesocomys och familjen hoppglanssteklar. Inga underarter finns listade i Catalogue of Life.